# 관롱집단
관롱집단(關隴集團), 또는 관롱세족(關隴世族), 관롱귀족(關隴貴族), 관롱문벌(關隴門閥), 무천집단(武川集團)은 중국의 역사학자 천인커가 제시한 개념으로, 남북조 시대의 서위, 북주에서 수나라, 당나라에 이르는 기간 동안 관중(關中, 현재의 산시성)과 농서(隴西, 현재의 간쑤성 동남)에 본적을 둔 문벌세족을 가리킨다. '관중'의 '관'과 '농서'의 '롱'을 따서 '관롱'이라는 명칭이 붙었다. 호한혼혈(胡漢混血)과 문무합일(文武合一)의 특징을 가지고 있었고, 당시의 지배층을 구성하였으며 황실 또한 관롱집단에서 나왔다. 청나라의 고증학자 조익(趙翼)은 '북주, 수, 당은 모두 무천(武川)에서 나왔다.'라고 적고 있어 관롱집단이 무천(武川, 현재의 내몽골 자치구 우촨현)에 기원을 두고 있음을 알 수 있다.
천인커는 "새외(塞外)의 야만적인 날쌔고 용감함의 피를 취하여 중원(中原) 문화의 퇴폐적인 몸에 주입하니 옛 더러움은 제거되었고 새로운 기회가 다시 열려 확장하게 되니 마침내 예기치 못한 세상의 국면을 맞지 않을 수 없게 되었다."라고 관롱집단을 묘사하였다. 또한 천인커는 여러 차례 《유자산집(庾子山集)》을 인용하여 관롱의 사인(士人)과 선비 호성(胡姓)의 관계를 증명하였다.

## 역사

### 발흥 (북위에서 북주까지의 시기)
북위 태무제 연화 연간(432년 ~ 435년)에 유연의 침입을 방어하기 위해 수도인 평성(平城, 현재의 산시성 다퉁시) 이북의 장성연선(長城沿線, 현재의 내몽골 자치구 남쪽에서 허베이성 북부 일대)에 여러 개의 진(鎭)을 설치하였다. 그중 비교적 중요한 진은 회삭진(懷朔鎭), 무천진(武川鎭), 무명진(撫冥鎭), 유현진(柔玄鎭), 옥야진(沃野鎭), 회망진(懷荒鎭)의 육진(六鎭), 또는 북진(北鎭)이었다. 북위 조정은 일부 선비 귀족들을 육진으로 옮겨 그들로 하여금 진민(鎭民) 및 무사(武士)가 되도록 하였고, 진민 위에는 진장(鎭將)을 두어 해당 지역의 군사 및 정치를 관할하게 하였다. 당시 육진의 지위는 높아 육진의 진민인 자는 상당한 영예를 누렸으며, 또한 사환(仕宦), 복제(復除, 부역을 면제함) 등의 특권을 누렸다.
그러나 북위 효문제 때 수도를 낙양으로 옮기자 육진의 중요성은 예전만 못하게 되었다. 멀리 변경에 있는 육진의 진민들의 한화는 지체되었고, 경제나 문화 부분에서도 점차적으로 약세를 보였다. 또한 효문제의 개혁 정책에 따라 육진이 누리는 특권은 취소되었고, 사회에서 차지하는 계급 또한 대폭 하락하니 도리어 남쪽으로 옮겨가 한화된 선비인들에 비해 차별 대우를 받게 되었다. 조정은 심지어 범죄자를 육진의 병사로 배치시켜 육진을 유배지와 같이 취급하였고, 해당 지역에서 개혁에 반감을 가진 자들이 점점 늘어나기 시작했다. 북위 선무제 때 육진에 기근이 들자 마침내 육진의 난이 일어났으며, 북위 전국이 심각한 혼란에 빠지게 되었다.
육진의 난에서 이득을 취한 회삭진 출신의 한화된 선비인 고환과 무천진 출신 선비인 우문태 두 사람은 각자 황제를 옹립하여 북위를 서위와 동위로 분할하였다. 우문태는 같은 무천진 출신을 금군(禁軍)으로 편성하고 부병제를 실시하였으며, 무천진 출신 인물에게 팔위주국대장군(位柱國大將軍, 약칭 팔주국)과 막하의 십이대장군통령(十二大將軍統領)의 직위를 부여하니 서위의 정권은 완전히 무천진 사람들의 수중에 들어갔다. 서위는 관중과 농서 지역을 주요 근거지로 삼고 있었기 때문에 우문태는 관중을 위주로 한 정책을 실시하였고, 이에 서쪽으로 옮긴 선비 귀족과 원래 산동(山東, 현재의 산시성, 허베이성, 허난성)에 본적을 둔 일부 사족들로 하여금 관롱으로 본적을 고치도록 하였고, 또한 해당 지역에 원래 있었던 사족들을 중용하여 점차적으로 하나의 새로운 관중사족(關中士族)을 형성하였다. 관중사족은 경조(京兆) 위씨(韋氏), 하동(河東) 배씨(裴氏), 하동 류씨(柳氏), 하동 설씨(薛氏), 홍농(弘農) 양씨(楊氏), 경조 두씨(杜氏)를 대성(大姓)으로 하였다. 팔주국과 관중사족이 바로 관롱집단의 시초이다. 팔주국 가문은 우문씨 일족을 따라 동위에 대항하였으며, 마침내 북주를 건국하여 북제를 멸망시키고 북방을 통일하는 큰 전공을 세웠다. 당나라 대에 이르러서도 사람들 사이에서는 팔주국 가문의 영예가 흥미진진한 이야깃거리가 되어, "현재 문벌이라 칭하는 자들은 모두 팔주국 가문을 받드는구나. 당시의 영광이여, 이와 비교할 수 없으리!"라는 말이 있기도 했다.

### 발전과 전성기 (수나라에서 당나라 전기까지의 시기)
북주 무제는 북제를 멸망시키고 화북을 통일하였으나 남조를 병탄하지는 못하고 병사하였다. 뒤를 이은 선제는 도리에 어긋난 행위를 많이 하였고, 오래지 않아 7살 밖에 안된 아들 정제에게 양위하고 태상황이 되어 향락을 탐닉하였다. 이에 정사는 완전히 천원황후(天元皇后) 양려화(楊麗華)의 부친인 외척 양견에게 넘어가게 되었다. 북주 말기에는 이미 많은 한인(漢人)들이 군사와 장수의 직위를 점하고 있었고, 양견은 손쉽게 정권을 찬탈하여 수나라를 건국하였다. 양견의 부친 양충은 북주의 28대장군(大將軍) 중 하나였고, 양견의 처 독고가라는 팔주국 중 하나인 독고신(獨孤信)의 일곱째 딸이었다. 이를 보아 관롱집단의 각 가문은 혼인을 통해 상호 연계를 강화하였고, 정치에 대한 영향력을 더욱 제고한 것이니 결국 수나라가 북주를 대신한 일은 관롱집단 내부의 일차적인 권력 전이에 불과하였다.
수나라 말기에 사방에서 병란이 일어났는데, 그중 두 명의 팔주국의 후예, 즉 이호(李虎)의 손자 이연, 이필(李弼)의 증손자 이밀이 병사를 이끌고 반란을 일으켰다. 이연의 모친은 독고신의 넷째 딸이었고, 이연 또한 수 문제의 처조카이자 수 양제의 이종사촌형이었으므로 당나라 황실과 관롱집단, 수나라 황실은 실제로 꽤 밀접한 혈연관계가 있었던 것이다. 이연은 이러한 까닭으로 충분히 쉽게 수나라의 수도 대흥을 함락할 수 있었고, 마침내 중국을 재통일하게 된다. 이는 관롱집단의 지지를 쟁취하는 일이 중요한 요소였음을 보여준다. 천인커는 이 사건을 "이씨 당나라 황실은 당나라 300년 통치의 중심이다. 고조, 태종이 창업한 때부터 고종이 다스리는 때까지의 전기(前期)는 그 장상(將相) 및 문무대신들이 대저 서위, 북주, 수나라 이래의 세업(世業)을 계승한 자들로 곧 우문태가 '관중 위주 정책' 하에 결집한 집단의 후예들이다."라고 평가하였다. 관롱집단이 핵심이 되어 기본적으로 수나라에서 당나라 초기까지의 정치 국면과 방향을 주도하였으므로, 이 시기는 문벌정치의 특징이 확연히 드러나며 국가와 정권을 교체하는 사건은 관롱집단의 정치적 지위에 전혀 영향을 주지 못했다. 수나라 때 이미 과거제가 실시되어 한문(寒門)과 서족사인(庶族士人)들이 점점 정치에 참여하기 시작했다고는 하나 그 위치를 많이는 드러내지 못했고, 크게 성공하기도 어려웠다.
남북조 시대 이래 사회에서는 문벌(門閥)을 가지고 개인의 지위의 높고 낮음을 평가하고 결정하는 일이 유행하였다. 당나라 초기의 세족인 주요 4대 문벌들은 저마다 중시하는 것이 있었는데, 산동사족(山東士族)들은 혼인을 중시하였고, 강좌사족(江左士族)들은 인물을 중시하였고, 관중사족(關中士族)들은 관면(冠冕)을 중시하였고, 대북사족(代北士族)들은 귀척(貴戚)을 중시하였다. 수많은 세족 가문들 중 산동의 칠성십가(七姓十家), 즉 태원(太原) 왕씨(王氏), 범양(范陽) 노씨(盧氏), 청하(淸河) 최씨(崔氏), 박릉(博陵) 최씨(崔氏), 농서(隴西) 이씨(李氏), 조군(趙郡) 이씨(李氏), 영양(滎陽) 정씨(鄭氏)를 가장 현귀하다고 여겼으며, 심지어 당나라 초기의 명신인 방현령, 위징, 이방(李昉) 등 사람들도 다투어 산동사족들과 혼인할 정도였다. 또한 이들 사족들은 당나라 황실을 대표적인 관롱집단으로 올림으로써 지위를 공고히 하고 세족 가문의 이름 순서를 개편하고자 하는 데 마음을 두었다. 당 태종은 즉위한 뒤 《씨족지(氏族志)》를 열람하고 편성할 때 "나는 최(崔), 노(盧), 이(李), 정(鄭)씨에 대해서는 꺼리는 게 없지만 그들 세족의 쇠퇴함을 돌아보면 면관(冠冕)을 되돌릴 수는 없다. 오히려 옛 땅을 믿고 재물을 취하니, 불초자들이 거만스럽게 스스로 높은 체하는 것이다. 죽과 송가(松槚)를 팔면 되지, 왜 사람들은 그것을 귀하게 여기는 지 이해할 수 없다."라고 불만스럽게 말하기도 했다. 이에 고사렴(高士廉)에게 《씨족지》의 편집을 명하여 천하의 씨족들을 9등(等)으로 나누어 1등은 이씨 당나라 황족, 2등은 외척으로 함으로써 황족은 최고 등급임을 표시하여 사족들을 폄척하고 구 문벌 세력들을 억압하였다.

### 쇠약과 종결 (무주에서 당나라 후기까지)
태종이 죽은 뒤 관롱집단의 수장 격인 장손무기는 스스로 당 고종을 옹립한 공을 믿고서 전횡하며 정적을 배척하였다. 그런데 측천무후가 고종의 총애를 얻었고, 고종은 황권의 강화를 위해 원래의 황후 왕씨를 폐하고 측천무후를 세우는 등 사건을 연달아 일으켜 이를 이용해 장손무기를 타도하여 정권의 핵심에서 물러나게 만들었다. 측천무후는 비록 관롱집단 출신과 관계가 있었지만 선조의 본적이 병주(幷州) 문수현(文水縣, 현재의 산시성 원수이현)에 있어 관롱집단의 전통적인 지리 범위에서 벗어났으므로 가계 상으로 소원하였다. 측천무후의 모친 양씨(楊氏)는 수나라 종실 출신이지만 측천무후의 부친 무사확(武士彠)은 원래 상인으로 고조가 당나라를 세우는 데 공이 있어 봉작을 받았지 관롱집단의 세족 배경이 없었다. 따라서 측천무후는 정권을 공고히 하기 위해 당시 당나라의 핵심이었던 관롱집단을 와해시키는 데 착수하여, 그 일환으로 혹리를 채용하였고, 진사(進士), 문사(文詞), 시부(詩賦)의 과(科)를 숭상하였고, 문무(文武)를 분류(分流)하였고, 관롱집단이 정권을 장악한 데 불만을 품은 사인(士人)들을 등용하였다. 당시 과거제는 시행되고 있었지만 향시에 급제한 자로서 고위직에 오른 자가 적었고, 주요 권직은 여전히 관롱집단이 장악하고 있었다. 이에 측천무후는 적극적으로 향시 및 진사에 급제한 자를 임용함으로써 그러한 국면을 곧 타파하였다. 이후 측천무후가 중병에 걸리자 장간지(張柬之) 등은 당 중종을 복위시켜 무주를 폐지하였고, 당나라 황실이 다시 정권을 장악하였다.
개원 연간(713년 ~ 741년)에 당 현종은 무주 때 승진한 향시 합격자를 계속 임용하였지만 천보 연간(742년 ~ 756년) 이후로는 점차적으로 이림보(李林甫) 등의 세족들을 고위직에 발탁하여 어느 정도 관롱집단의 통치가 회복되었다. 안사의 난, 우이당쟁(牛李黨爭)을 거치면서 관롱집단의 우월적 지위는 급속히 하락하였고, 과거 출신자가 조정의 요직을 차지하는 상황이 갈수록 보편적으로 변했다. 이에 더하여 당나라 후기의 환관들이 정치에 간섭하였고, 심지어 병권을 장악하고 황제를 폐립하는 등의 일은 모두 관롱집단의 영향력을 더욱 쇠약해지게 했다. 황소의 난 이후 수백년을 이어온 사회계급이 당나라의 멸망과 함께 무너지자 전통적인 사족들은 거의 붕괴하였고, 지방의 번진 세력들이 굴기하니 문벌정치는 더 이상 지속되지 않았고, 관롱집단도 역사 속으로 사라졌다.

## 관롱집단이 굴기한 원인
한 무제때 오직 유학을 높인 이래로 한나라 조정에는 경학으로 재능을 감별하였고, 경학자들이 조정에 들어와 관료가 되어 자제들에게 학문을 전수함으로써 계속 관리가 되었다. 이러한 방식은 가족에게 대대로 전해져 왔으며, 대대로 경학을 익힌 자만이 대대로 공경(公卿)이 되었으므로 후한 사회에는 이미 대대로 관리가 된 명문귀족이 출현하여 사족(士族), 또는 세족(世族)의 전신이 되었다. 조위와 진나라에 이르러 구품중정제가 실행되자 출신과 성씨가 인재 등용의 중요한 요건이 되었으며, 사족들의 관직 독점과 세습이 강화되어 '상품(上品)에는 한문(寒門)이 없고, 하품(下品)에는 세족이 없다'는 현상이 나타났다. 남북조 시대에 이르러 각 왕조는 문벌들의 지지에 의존하지 않고는 안정을 얻을 수 없었으므로 이러한 가문 중시의 사회 환경이 관롱집단 굴기의 기초가 되었다.
관롱 지역에서 서위 정권을 공고히 하고 국력이 비교적 강한 동위에 대항하기 위해 우문태는 관롱 위주의 정책을 실시하였는데, '산동(山東)과 강좌(江左)를 다시는 한화(漢化)의 중심으로 만들지 않겠다'는 의도였다. 관중 지역이 주나라 이래로 문화의 정통성을 가졌다고 선전하였고, 효문제의 한화 정책을 대거 답습하였으며, 관중사족을 중용하여 동위가 한화를 배척한 것과는 다르게 되었다. 호한융합의 결과 우문태를 따라 서쪽으로 들어간 선비인과 선비화된 한인이 최종적으로 한화되었고, 민첩하고 용맹하며 상무적인 민간 풍조가 관중사족에게도 스며들어 문무합류(文武合流)와 사인(士人)들이 문과 무에 동시에 능한 기풍이 관롱집단의 큰 특징이 되었다. 이는 관롱집단이 남북조에서 성행한 세족정치 중에서 신속하게 굴기하도록 했으며, 결국 북주, 수나라, 당나라가 가장 강대한 정치적 역량을 펼치게 하였다. 또한 이 시기는 꽤 무인정치의 특징이 있었고, 이후 송나라의 문인정치 특징과는 현저하게 달랐다. 사인들에게 문무겸비를 요구한 기풍은 무주 시기 과거제가 대두한 이후 점차적으로 쇠퇴한 것이다.

## 관롱집단 개념에 대한 반대 설명
천중몐(岑仲勉)은 이러한 관롱집단 개념에 대해 반대하며 "우문태를 따라 입관한 북족(北族)들이 비록 점점 하남군망(河南郡望)을 경조(京兆)로 고쳤다 하나 당나라 때 이미 그 하남군망을 대부분 회복하였고, 당나라 황실은 실제로는 조군(趙郡)에서 나왔으니 또한 농서에서 어떻게 거리낄 것이 있으며 고치지 않는 것을 견지하였겠는가? 천씨의 설명은 의심스러워 아직 믿을 수 없다."라고 말했고, 또 "천씨가 반드시 승유(僧孺), 영호초(令狐楚)를 서위 이래 관롱집단의 밖에서 배출된 것이라고 하겠다면 역사적 사실을 왜곡하여 자신의 억견을 취하겠다는 것이다."라고 하였다. 왕롱쭈(汪榮祖)는 천중몐이 천인커가 말한 조주(趙州), 소경(昭慶) 이릉(二陵)과 《광업사비(光業寺碑)》에 대해 반증을 제출하지 못했으니 천인커의 설을 흔들 수는 없다고 하였다.
황융녠(黃永年)은 관롱집단이 서위, 북주, 수나라 초기에만 존재했고, 수 양제 때 정치적 중심지가 동쪽으로 이동하여 원래 남조의 관료들이 들어와 북방의 관료들과 견제 및 균형을 이루었으므로 점차 쇠락, 해체되어 당나라 초기에는 존재하지 않게 되었다고 하였다. 당 고조 시기의 공신, 재상 중 관롱 출신인 자는 반수에도 미치지 못하므로 하나의 집단이라고 일컫기에는 부족하다고 하였다.

## 참고 문헌
- 천인커(陳寅恪), 《당대정치사론술고(唐代政治史述論稿)》
- 천중몐(岑仲勉), 《수당사(隋唐史)》
- 황융녠(黃永年), 《關隴集團到唐初是否繼續存在》，載《文史探微》，中華書局2000年版，第169-182頁。
- 마오한광(毛漢光), 〈中古核心區與核心集團之轉移〉一文， 收入毛漢光《中國中古政治史論》（聯經出版社）一書。
- 레이옌훙(雷艷紅), 《陳寅恪「關隴集團」說評析》，《廈門大學學報》2002年（1）:75
- 푸러청(傅樂成), 《中國史論集》所收《陳寅恪岑仲勉對唐代政治史不同見解之比較研究》，臺灣學生書局1985年版。